# Johann Kranich von Kirchheim

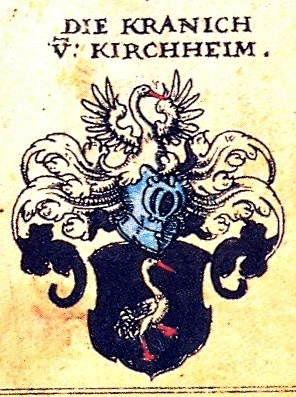
Familienwappen nach Johann Siebmacher, 1605

Johann Kranich von Kirchheim (* um 1455; † 26. Mai 1534 in Speyer) war ein adeliger katholischer Priester sowie Domherr im Domkapitel Speyer.

## Herkunft
Er entstammte dem Pfälzer Adelsgeschlecht der Kranich von Kirchheim (auch Kranch von Kirchheim), das offenbar verwandtschaftlich mit den lokalen Adelsfamilien der Kranich von Dirmstein und Kranich von Wachenheim zusammenhing. Der Name der Familie bezieht sich auf Kirchheim an der Weinstraße, während früher auch andere, gleichnamige Ortschaften als Stammsitz genannt wurden. Der Kirchheimer Heimatgeschichtler Heinrich Julius Keller nennt die ersten sicheren Namensträger der Familie im 13. Jahrhundert. Mit dem Domherrn Johann Kranich von Kirchheim starb die Familie 1534 im Mannesstamm aus. Der Speyerer Fürstbischof Philipp von Flersheim (1481–1552) und seine Schwester Hedwig von Flersheim (Ehefrau des Franz von Sickingen) hatten eine Mutter aus diesem Geschlecht.
An der Universität Bologna studierte 1452 ein Johann Kranich von Kirchheim, der in der Literatur teilweise mit unserem Domherrn identifiziert wird, indem man ihm ein sehr frühes Geburtsdatum um 1440 zuschreibt. Dies ist wegen des enormen Unterschieds zum 1577 nachgewiesenen Studium in Heidelberg aber eher unwahrscheinlich. Die Person in Bologna dürfte ein Verwandter gewesen sein.

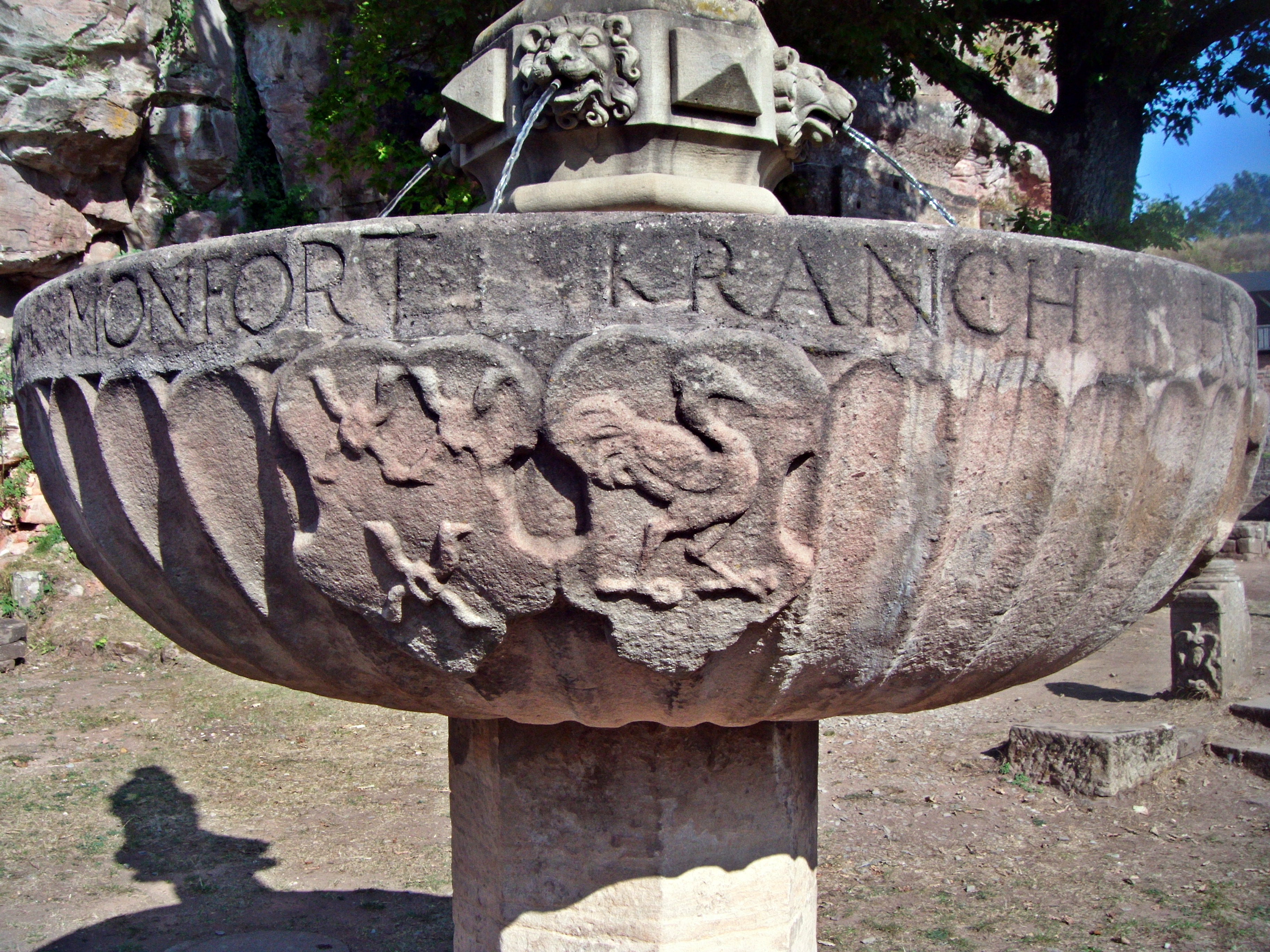
Burg Nanstein, Wappen der Kranich von Kirchheim, an Brunnenschale des 16. Jahrh.

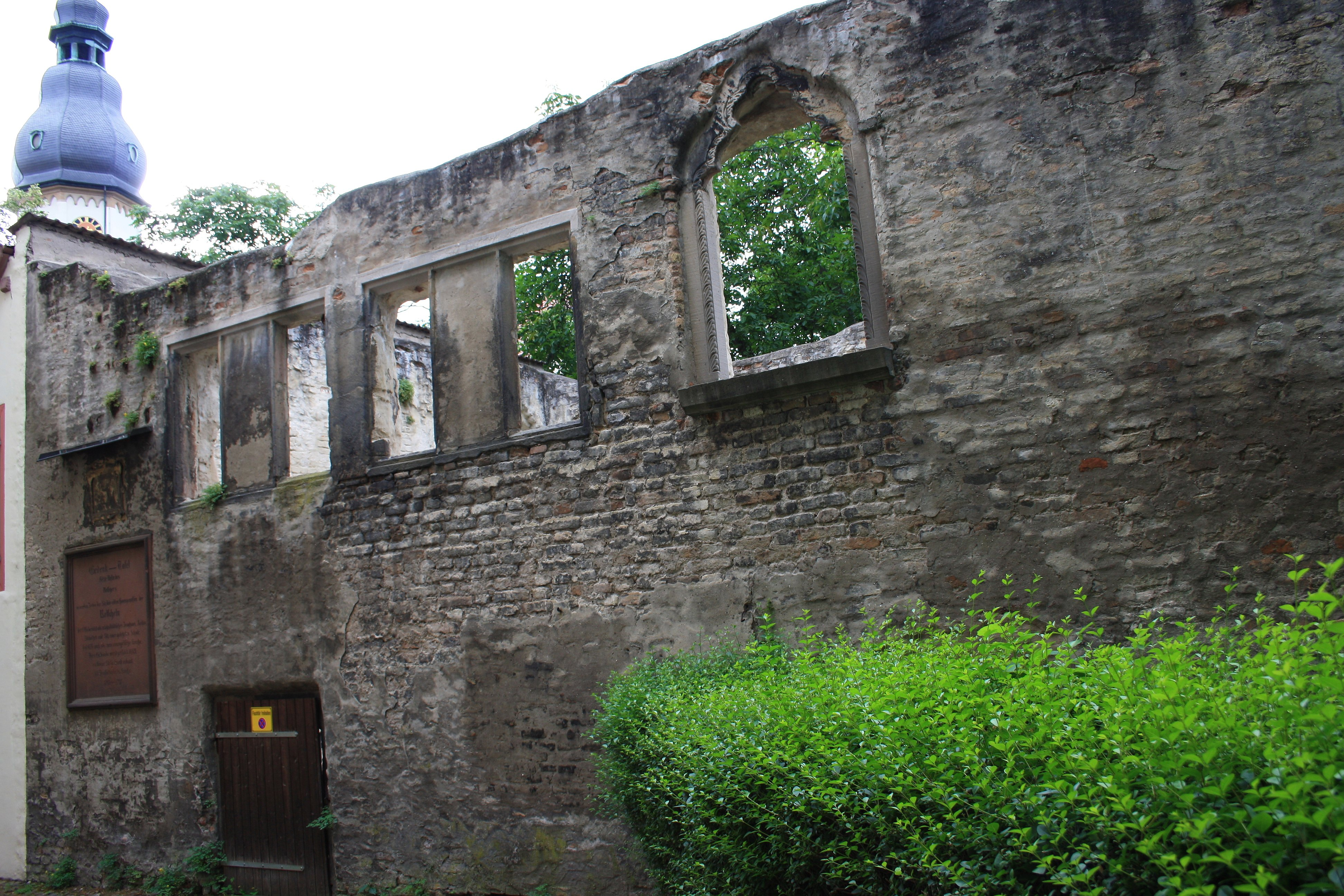
Die Ruine des Retscherhauses in Speyer

## Leben und Wirken
Johann Kranich von Kirchheim war der Sohn des Peter Kranich von Kirchheim und seiner Gattin Margareta von Lengefeld. Er immatrikulierte sich am 25. September 1477 an der Universität Heidelberg und avancierte am 23. Juli 1483 zum Kapitular im Speyerer Domstift. Am 9. Juli 1529 wurde Johann Kranich von Kirchheim Stiftspropst von St. Guido (Speyer). Mit Datum vom 16. Mai 1531 leistete er den Eid als Archidiakon. Als langjähriger Ornatmeister des Speyerer Domes (1521–1534), schenkte er diesem verschiedene kostbare Paramente, eine Monstranz „woran 2 Mann genug zu tragen“, und ließ das Kopfreliquiar des Hl. Papstes Stephan I., das Bischof Sigibodo II. von Lichtenberg († 1314) gestiftet hatte, erneuern und mit einer päpstlichen Krone aus Silber, Gold und Edelsteinen schmücken.
Für sich und seine Eltern verfügte er am 23. Februar 1530 drei Jahrgedächtnisse in der Pfarrkirche St. Georg zu Wachenheim an der Weinstraße, wo sich das Erbbegräbnis seiner Familie befand. Die Gedächtnisse wurden festgesetzt für den 17. September (Todestag des Vaters), den 7. März (Todestag der Mutter) und für seinen eigenen Todestag. Am Sonntag zuvor sollten sie vom Ortspfarrer auf der Kanzel den Gläubigen angekündigt werden und der Wachenheimer Glöckner wurde verpflichtet „uff den grossen sarck, darunter mein vatter seliger begraben ligt, ein bar stellen, daruber decken ein schwartz tuch von schechter und uff dasselb ein schwartz gulden stuck und vier brynnender kertzen, abentz zu der vigillen und morgens zu den gotlichen amptern“. Auch am Speyerer Dom dotierte er ein Jahrgedächtnis.
Johann Kranich von Kirchheim war Mitbesitzer des Retscherhauses in Speyer, das er am 27. Oktober 1495, zusammen mit seinem Bruder Heinrich, seiner Base Praexedis und Matthias von Rammung als Bevollmächtigtem seines Schwagers Albrecht V. Göler von Ravensburg, an die Stadt verkaufte.
Am 2., 3. und 4. Dezember 1530 wohnte Kaiser Karl V., auf der Durchreise, im Speyerer Hause von Domkapitular Johann Kranich von Kirchheim.
Der Domherr starb 1534 als Senior des Kapitels, Jubelpriester und letzter männlicher Spross seiner Familie. Er wurde im Kreuzgang an der Südseite der Kathedrale bestattet, wo man ihm ein Epitaph setzte, dessen Inschrift überliefert ist. Zu seinem Testamentsvollstrecker hatte er 1530 den Domdekan Georg von Sternenfels eingesetzt.